# Everman (Teksas)
Everman – miasto w Stanach Zjednoczonych, w stanie Teksas, w hrabstwie Tarrant.

## Demografia
Według przeprowadzonego przez United States Census Bureau spisu powszechnego w 2010 miasto liczyło 6 108 mieszkańców. Natomiast skład etniczny w mieście wyglądał następująco: Biali 51,5%, Afroamerykanie 27,1%, Azjaci 0,6%, pozostali 20,8%.